# Creature Selvagge di Dade City
Il Parco Creature Selvagge di Dade City è uno zoo istituito nella città di Dade City, in Florida, Stati Uniti d'America, fondato nel 2009, copre un'area di circa 8 ettari.